# Skaraborg (region)

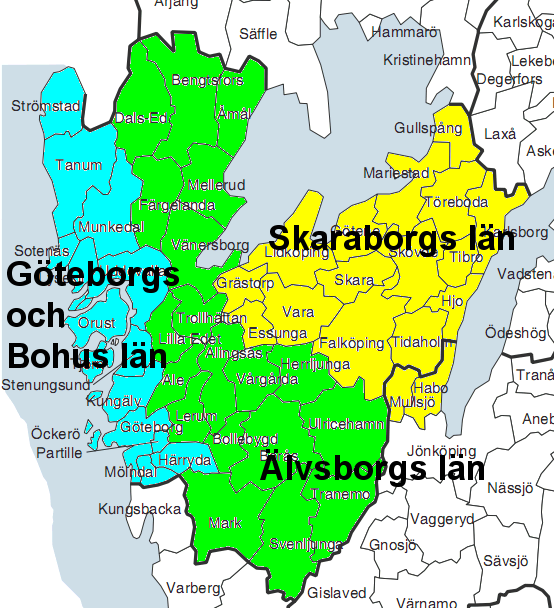
Podział administracyjny Västergötlandu i Bohuslänu przed 1998

Region Skaraborg (szw. Skaraborgs län) – region administracyjny (län) w Szwecji, istniejący w latach 1634–1997. Siedzibą jego władz (residensstad) było Mariestad. 1 stycznia 1998 region Skaraborg został połączony z dotychczasowymi regionami Älvsborg (Älvsborgs län) i Göteborg i Bohus (Göteborgs och Bohus län), tworząc region administracyjny Västra Götaland (Västra Götalands län). Jedynie gminy Mullsjö i Habo po przeprowadzeniu referendum zostały przyłączone do regionu administracyjnego Jönköping (Jönköpings län).

## Geografia
Skaraborgs län był położony we wschodniej części prowincji (landskap) Västergötland, pomiędzy jeziorami Wetter i Vänern. W granicach regionu leżała także od 1971 parafia Södra Råda (Södra Råda socken) w gminie Gullspång, zaliczana do Värmlandu. Graniczył od północy i północnego wschodu z regionami administracyjnymi Värmland i Örebro, od wschodu przez jezioro Wetter z Östergötlandem oraz od południa i zachodu z regionami Jönköping i Älvsborg.
W 1997 w skład Skaraborgs län wchodziło 17 gmin:
| - gmina Essunga - gmina Falköping - gmina Grästorp - gmina Gullspång - gmina Götene - gmina Habo | - gmina Hjo - gmina Karlsborg - gmina Lidköping - gmina Mariestad - gmina Mullsjö - gmina Skara | - gmina Skövde - gmina Tibro - gmina Tidaholm - gmina Toreboda - Gmina Vara (Szwecja) |

Przed wprowadzeniem w życie 1 stycznia 1971 reformy administracyjnej następujące miejscowości posiadały status miasta:
| - Falköping - Hjo - Lidköping - Mariestad | - Skara - Skövde - Tidaholm |